# Haru (woreda)
Pour les articles homonymes, voir Haru.
Haru est un woreda de l'ouest de l’Éthiopie situé dans la zone Mirab Welega de la région Oromia. Il a 67 262 habitants en 2007. Son centre administratif est Guyi.

## Situation
Situé dans le sud-est de la zone Mirab Welega, Haru est limitrophe de la zone Illubabor puis de la zone Buno Bedele.
| Homa      | Gimbi     |         |
| Genji     | Haru      | Chewaka |
| Nole Kaba | Sayo Nole | Meko    |

Son centre administratif Guyi, ou Guji, se trouve vers 1 900 m d'altitude et 23 km au sud de Gimbi sur la route en direction de Metu.

## Population
Au recensement national de 2007, le woreda compte 67 262 habitants dont 7 % de citadins avec 4 870 habitants à Guyi.
La majorité des habitants (72 %) sont protestants, 25 % sont orthodoxes et 2 % sont musulmans.
En 2022, la population du woreda est estimée à 97 335 personnes avec une densité de population de 202 personnes par km2 et 483 km2 de superficie.